# Llista d'asteroides/198901-199000
| Nom      | Designació provisional | Data de descobriment   | Lloc de descobriment | Descobridor/s       |
| -------- | ---------------------- | ---------------------- | -------------------- | ------------------- |
| 198901 - | 2005 UX30              | 24 d'octubre de 2005   | Kitt Peak            | Spacewatch          |
| 198902 - | 2005 UE32              | 24 d'octubre de 2005   | Kitt Peak            | Spacewatch          |
| 198903 - | 2005 UA33              | 24 d'octubre de 2005   | Kitt Peak            | Spacewatch          |
| 198904 - | 2005 UH33              | 24 d'octubre de 2005   | Kitt Peak            | Spacewatch          |
| 198905 - | 2005 UJ33              | 24 d'octubre de 2005   | Kitt Peak            | Spacewatch          |
| 198906 - | 2005 UL38              | 24 d'octubre de 2005   | Kitt Peak            | Spacewatch          |
| 198907 - | 2005 UO40              | 24 d'octubre de 2005   | Kitt Peak            | Spacewatch          |
| 198908 - | 2005 UZ41              | 25 d'octubre de 2005   | Kitt Peak            | Spacewatch          |
| 198909 - | 2005 UZ49              | 23 d'octubre de 2005   | Catalina             | CSS                 |
| 198910 - | 2005 UX59              | 25 d'octubre de 2005   | Anderson Mesa        | LONEOS              |
| 198911 - | 2005 UM64              | 25 d'octubre de 2005   | Catalina             | CSS                 |
| 198912 - | 2005 UV73              | 23 d'octubre de 2005   | Palomar              | NEAT                |
| 198913 - | 2005 UD112             | 22 d'octubre de 2005   | Kitt Peak            | Spacewatch          |
| 198914 - | 2005 UE112             | 22 d'octubre de 2005   | Kitt Peak            | Spacewatch          |
| 198915 - | 2005 UZ126             | 24 d'octubre de 2005   | Kitt Peak            | Spacewatch          |
| 198916 - | 2005 UU130             | 24 d'octubre de 2005   | Kitt Peak            | Spacewatch          |
| 198917 - | 2005 UG131             | 24 d'octubre de 2005   | Kitt Peak            | Spacewatch          |
| 198918 - | 2005 UP132             | 24 d'octubre de 2005   | Palomar              | NEAT                |
| 198919 - | 2005 UT142             | 25 d'octubre de 2005   | Mount Lemmon         | Mount Lemmon Survey |
| 198920 - | 2005 UP158             | 30 d'octubre de 2005   | Vicques              | M. Ory              |
| 198921 - | 2005 US160             | 22 d'octubre de 2005   | Catalina             | CSS                 |
| 198922 - | 2005 US174             | 24 d'octubre de 2005   | Kitt Peak            | Spacewatch          |
| 198923 - | 2005 UJ180             | 24 d'octubre de 2005   | Kitt Peak            | Spacewatch          |
| 198924 - | 2005 UA181             | 24 d'octubre de 2005   | Kitt Peak            | Spacewatch          |
| 198925 - | 2005 UE185             | 25 d'octubre de 2005   | Mount Lemmon         | Mount Lemmon Survey |
| 198926 - | 2005 UW203             | 25 d'octubre de 2005   | Mount Lemmon         | Mount Lemmon Survey |
| 198927 - | 2005 UO216             | 25 d'octubre de 2005   | Mount Lemmon         | Mount Lemmon Survey |
| 198928 - | 2005 UP216             | 25 d'octubre de 2005   | Mount Lemmon         | Mount Lemmon Survey |
| 198929 - | 2005 UK217             | 27 d'octubre de 2005   | Mount Lemmon         | Mount Lemmon Survey |
| 198930 - | 2005 UW241             | 25 d'octubre de 2005   | Kitt Peak            | Spacewatch          |
| 198931 - | 2005 UP242             | 25 d'octubre de 2005   | Kitt Peak            | Spacewatch          |
| 198932 - | 2005 UX243             | 25 d'octubre de 2005   | Kitt Peak            | Spacewatch          |
| 198933 - | 2005 UY249             | 22 d'octubre de 2005   | Kitt Peak            | Spacewatch          |
| 198934 - | 2005 UR251             | 24 d'octubre de 2005   | Kitt Peak            | Spacewatch          |
| 198935 - | 2005 UO253             | 27 d'octubre de 2005   | Palomar              | NEAT                |
| 198936 - | 2005 US260             | 25 d'octubre de 2005   | Kitt Peak            | Spacewatch          |
| 198937 - | 2005 UX263             | 27 d'octubre de 2005   | Kitt Peak            | Spacewatch          |
| 198938 - | 2005 US273             | 28 d'octubre de 2005   | Mount Lemmon         | Mount Lemmon Survey |
| 198939 - | 2005 UG276             | 24 d'octubre de 2005   | Kitt Peak            | Spacewatch          |
| 198940 - | 2005 UA279             | 24 d'octubre de 2005   | Kitt Peak            | Spacewatch          |
| 198941 - | 2005 UV281             | 25 d'octubre de 2005   | Mount Lemmon         | Mount Lemmon Survey |
| 198942 - | 2005 UW289             | 26 d'octubre de 2005   | Kitt Peak            | Spacewatch          |
| 198943 - | 2005 UZ290             | 26 d'octubre de 2005   | Kitt Peak            | Spacewatch          |
| 198944 - | 2005 UM292             | 26 d'octubre de 2005   | Kitt Peak            | Spacewatch          |
| 198945 - | 2005 UQ296             | 26 d'octubre de 2005   | Kitt Peak            | Spacewatch          |
| 198946 - | 2005 UB297             | 26 d'octubre de 2005   | Kitt Peak            | Spacewatch          |
| 198947 - | 2005 UR298             | 26 d'octubre de 2005   | Kitt Peak            | Spacewatch          |
| 198948 - | 2005 UB308             | 27 d'octubre de 2005   | Mount Lemmon         | Mount Lemmon Survey |
| 198949 - | 2005 UG322             | 27 d'octubre de 2005   | Kitt Peak            | Spacewatch          |
| 198950 - | 2005 UW327             | 29 d'octubre de 2005   | Catalina             | CSS                 |
| 198951 - | 2005 UJ330             | 28 d'octubre de 2005   | Kitt Peak            | Spacewatch          |
| 198952 - | 2005 UR346             | 30 d'octubre de 2005   | Kitt Peak            | Spacewatch          |
| 198953 - | 2005 US348             | 23 d'octubre de 2005   | Catalina             | CSS                 |
| 198954 - | 2005 UE350             | 27 d'octubre de 2005   | Catalina             | CSS                 |
| 198955 - | 2005 UJ355             | 29 d'octubre de 2005   | Catalina             | CSS                 |
| 198956 - | 2005 UL355             | 29 d'octubre de 2005   | Catalina             | CSS                 |
| 198957 - | 2005 UN378             | 29 d'octubre de 2005   | Kitt Peak            | Spacewatch          |
| 198958 - | 2005 UY379             | 29 d'octubre de 2005   | Mount Lemmon         | Mount Lemmon Survey |
| 198959 - | 2005 UU382             | 27 d'octubre de 2005   | Socorro              | LINEAR              |
| 198960 - | 2005 US425             | 28 d'octubre de 2005   | Kitt Peak            | Spacewatch          |
| 198961 - | 2005 UC430             | 28 d'octubre de 2005   | Kitt Peak            | Spacewatch          |
| 198962 - | 2005 UJ435             | 29 d'octubre de 2005   | Mount Lemmon         | Mount Lemmon Survey |
| 198963 - | 2005 UA438             | 27 d'octubre de 2005   | Mount Lemmon         | Mount Lemmon Survey |
| 198964 - | 2005 UC439             | 28 d'octubre de 2005   | Mount Lemmon         | Mount Lemmon Survey |
| 198965 - | 2005 UC442             | 29 d'octubre de 2005   | Socorro              | LINEAR              |
| 198966 - | 2005 UR444             | 30 d'octubre de 2005   | Mount Lemmon         | Mount Lemmon Survey |
| 198967 - | 2005 UT445             | 31 d'octubre de 2005   | Mount Lemmon         | Mount Lemmon Survey |
| 198968 - | 2005 UF506             | 24 d'octubre de 2005   | Mauna Kea            | D. J. Tholen        |
| 198969 - | 2005 UJ508             | 25 d'octubre de 2005   | Kitt Peak            | Spacewatch          |
| 198970 - | 2005 UP508             | 28 d'octubre de 2005   | Mount Lemmon         | Mount Lemmon Survey |
| 198971 - | 2005 UU512             | 31 d'octubre de 2005   | Mauna Kea            | D. J. Tholen        |
| 198972 - | 2005 UB527             | 27 d'octubre de 2005   | Mount Lemmon         | Mount Lemmon Survey |
| 198973 - | 2005 VO3               | 6 de novembre de 2005  | Ottmarsheim          | C. Rinner           |
| 198974 - | 2005 VN4               | 6 de novembre de 2005  | Ottmarsheim          | C. Rinner           |
| 198975 - | 2005 VO9               | 1 de novembre de 2005  | Kitt Peak            | Spacewatch          |
| 198976 - | 2005 VS15              | 2 de novembre de 2005  | Socorro              | LINEAR              |
| 198977 - | 2005 VD16              | 2 de novembre de 2005  | Socorro              | LINEAR              |
| 198978 - | 2005 VT29              | 4 de novembre de 2005  | Kitt Peak            | Spacewatch          |
| 198979 - | 2005 VF30              | 4 de novembre de 2005  | Kitt Peak            | Spacewatch          |
| 198980 - | 2005 VW30              | 4 de novembre de 2005  | Kitt Peak            | Spacewatch          |
| 198981 - | 2005 VK35              | 3 de novembre de 2005  | Mount Lemmon         | Mount Lemmon Survey |
| 198982 - | 2005 VL44              | 3 de novembre de 2005  | Mount Lemmon         | Mount Lemmon Survey |
| 198983 - | 2005 VY64              | 1 de novembre de 2005  | Mount Lemmon         | Mount Lemmon Survey |
| 198984 - | 2005 VJ67              | 1 de novembre de 2005  | Mount Lemmon         | Mount Lemmon Survey |
| 198985 - | 2005 VH73              | 1 de novembre de 2005  | Mount Lemmon         | Mount Lemmon Survey |
| 198986 - | 2005 VB82              | 6 de novembre de 2005  | Mount Lemmon         | Mount Lemmon Survey |
| 198987 - | 2005 VY86              | 5 de novembre de 2005  | Kitt Peak            | Spacewatch          |
| 198988 - | 2005 VN99              | 1 de novembre de 2005  | Anderson Mesa        | LONEOS              |
| 198989 - | 2005 VT101             | 2 de novembre de 2005  | Mount Lemmon         | Mount Lemmon Survey |
| 198990 - | 2005 VS110             | 6 de novembre de 2005  | Mount Lemmon         | Mount Lemmon Survey |
| 198991 - | 2005 VQ116             | 11 de novembre de 2005 | Kitt Peak            | Spacewatch          |
| 198992 - | 2005 VL124             | 7 de novembre de 2005  | Mauna Kea            | Mauna Kea           |
| 198993 - | 2005 WE5               | 20 de novembre de 2005 | Nogales              | J.-C. Merlin        |
| 198994 - | 2005 WL18              | 22 de novembre de 2005 | Kitt Peak            | Spacewatch          |
| 198995 - | 2005 WM25              | 21 de novembre de 2005 | Kitt Peak            | Spacewatch          |
| 198996 - | 2005 WJ36              | 22 de novembre de 2005 | Kitt Peak            | Spacewatch          |
| 198997 - | 2005 WT36              | 22 de novembre de 2005 | Kitt Peak            | Spacewatch          |
| 198998 - | 2005 WO41              | 21 de novembre de 2005 | Kitt Peak            | Spacewatch          |
| 198999 - | 2005 WR44              | 22 de novembre de 2005 | Kitt Peak            | Spacewatch          |
| 199000 - | 2005 WW45              | 22 de novembre de 2005 | Kitt Peak            | Spacewatch          |